# Изола-Миноре
Изола-Миноре (итал. Isola Minore) — самый маленький из трёх островов в Тразименском озере. Он возвышается на высоте 20 метров над уровнем озера и 258 метров над уровнем моря.

## История
Остров необитаемый, однако он был заселён людьми до[уточнить] XV века. Люди бежали сюда, чтобы избежать постоянных набегов мародёров и авантюристов. В последующее время, вплоть до наших дней, остров лишь изредка населяли отшельники. Сейчас остров принадлежит графам Бальдески из Перуджи, и там никто не живет. Остров не связан паромами с материком и не имеет причала для швартовки.
Первое упоминание острова относится к 1130 году, когда его немногочисленные жители сражались с жителями острова Изола-Польвезе (ит.) за господство на озере.
Согласно писателю XVI века и гуманисту Маттео Даль’Изола (ит.) — автор поэмы «Тразименида» (ит.), восхваляющей озеро и его дары — островитяне были вынуждены переселиться в Туоро по решению судебной власти Перуджи из-за непрекращающегося разногласия между ними. Из трех церквей, которые когда-то стояли на острове, остались только остатки одной церкви, посвященной святой Мустиоле.
Остров покрыт густой лесной растительностью, в том числе соснами и каменными дубами, что дает убежище большой колонии бакланов, которые своими выделениями делают деревья и землю вокруг белыми.
До начала XX века Изола-Миноре называли просто островком (итал. isoletta), потому что он находился рядом с другим, более крупным островом.